# 大炊御門信宗
大炊御門 信宗（おおいのみかど のぶむね）は、室町時代前期から中期にかけての公卿。内大臣・大炊御門宗氏の子。官位は従一位・内大臣、贈太政大臣。大炊御門家14代当主。

## 経歴
応永25年（1418年）1月従三位となり、公卿に列する。応永26年（1419年）3月陸奥権守を兼任。応永28年（1421年）正三位・権中納言、応永32年（1425年）従二位・権大納言に叙任される。永享元年（1429年）右近衛大将を兼ね、さらに左近衛大将に転じる。永享4年（1432年）1月正二位に昇り、8月内大臣に任じられたが、11月左大将を辞任し、翌年（1433年）10月内大臣を辞任した。嘉吉2年（1442年）1月従一位に昇叙。享徳2年（1453年）に出家したが、その後の消息は明らかでない。
後土御門天皇の養外祖父であることから、文明12年（1480年）1月26日に太政大臣を追贈された。『宣胤卿記』によれば、当日は信宗の十三年忌に当たるという。

## 系譜
- 父：大炊御門宗氏
- 母：不詳
- 妻：不詳
- 養子
  - 男子：大炊御門信量 - 三条実量の子
  - 女子：大炊御門信子 - 藤原孝長の娘、後花園天皇下臈